# CH Dron (métro de Lille)
Pour les articles homonymes, voir Dron.
CH Dron est une station de la ligne 2 du métro de Lille.

## Situation
La station est située rue du président-Coty à Tourcoing, à proximité de la frontière belge avec la ville Wallonne de Mouscron. Elle dessert le centre hospitalier Gustave-Dron. Elle est le terminus de la ligne 2 du réseau de métro de la Métropole européenne de Lille et suit la station Bourgogne.

## Service aux voyageurs

### Accueil et accès

#### Niveau 0
Deux escalators ont été installés (un dans chaque sens), un escalier jouxte un escalator en cas de panne d'un des escalators, un ascenseur permet aux personnes à mobilité réduite d'accéder à la station.

#### Niveau -1
Deux ascenseurs sont installés ici, un premier permettant d'accéder à la surface et de sortir de la station, mais également aux usagers arrivant en métro d'accéder directement à la sortie, un second permet de rejoindre le quai d'en face. Une personne à mobilité réduite doit donc changer ascenseur afin d'accéder au quai direction Saint-Philibert.

#### Niveau -2
Deux quais latéraux encadrent les voies centrales. Le quai terminus où arrivent les rames depuis Bourgogne est dédié à la sortie des voyageurs tandis que l'autre quai est dédié aux rames arrivant depuis l'arrière-station et le dépôt, et accueille les voyageurs en attente de monter dans les rames à destination de Saint-Philibert.

### Desserte
Le premier métro vers la station Saint-Philibert est à 05h08. Le dernier métro quitte CH Dron à 23 h 56. Une rame arrive en station en semaine en heure de pointe toutes les minutes.

### Intermodalité
La station est desservie par les lignes L8, CITT et Z1 du réseau Ilévia. Elle est également le terminus de la ligne RT du réseau wallon TEC Hainaut.

## À proximité
- Centre hospitalier Gustave-Dron
- Quartier de la Bourgogne
- Frontière belge